# Giovanna Masciotta
Giovanna Masciotta, później Sella (ur. 2 września 1942 w Lanzo Torinese) – włoska florecistka, trzykrotna medalistka mistrzostw świata.
Podczas mistrzostw świata w Buenos Aires w 1962 roku Irene Camber, Bruna Colombetti, Giovanna Masciotta, Antonella Ragno i Natalina Sanguinetti zdobyły brąz w zawodach drużynowych. W tej samej konkurencji zdobywała też brązowe medale na mistrzostwach świata w Gdańsku w 1963 roku oraz mistrzostwach świata w Paryżu dwa lata później.
Na igrzyskach olimpijskich w Tokio w 1964 roku we florecie indywidualnym odpadła w półfinałach, a drużynowo była czwarta. Brała też udział w igrzyskach olimpijskich w Meksyku w 1968 roku, zajmując szóste miejsce drużynowo i odpadając w rundzie eliminacyjnej turnieju indywidualnego.
Jej ojciec, Aldo Masciotta, także był szermierzem.